# 金凤浩
金凤浩（中国朝鲜语：／ Kim Bong-ho，1937年—2024年9月25日），朝鲜族，中国作曲家，一级作曲。

## 生平
1937年生于朝鲜咸镜南道咸兴市。1941年随朝鲜开拓团进入中国吉林省和龙。与其他定居东北的朝鲜人类似，日后取得中国国籍。
1957年后，历任和龙县文工团演员、副团长，吉林省文化局副局长、文联副主席，中国人民武装警察部队文工团艺术指导，中国音协第四届常务理事、吉林分会主席。1972年入党。
在延边朝鲜族自治州担任文工团团员时，金凤浩创作了大量的主旋律风格的歌曲，如《延边人民热爱毛主席》（연변인민 모주석을 열애하네）、《红太阳照边疆》（붉은해 변강 비추네）、《党的光辉照延边》、《美丽的心灵》、《金梭和银梭》等。其中《美丽的心灵》入选过联合国亚太地区音乐教材。金凤浩等人参与制作的《民族欢歌》节目于1997年中国大陆春节联欢晚会上播出，并获得好评。并于2004年出版回忆录《金色的回忆 相聚在歌声中》。
2019年8月10日，金凤浩成为中央电视台《中国文艺》"向经典致敬"节目的致敬人物。
2024年9月25日在北京逝世。